# Јевреји у Народноослободилачкој борби
Припадници јеврејске националне мањине у Краљевини Југославији активно су учествовали у НОБ-у, од 1941. до 1945. године.
После окупације Краљевине Југославије, Јевреји су били под снажним ударом расистичких закона, који су примењивани у Трећем рајху и другим окупираним земљама Европе. Те „противјеврејске мере“ су имале за циљ економско, психичко и физичко уништење Јевреја, односно коначно „решење јеврејског питања“. Нацистички геноцид на Јеврејима у Југославији, почео је септембра 1941. године, а у њему су поред окупатора учествовали усташки режим у Независној Држави Хрватској, као и остали сарадници окупатора. Усташе су током лета 1941. године формирале концентрационе логоре у Старој Градишки и Јасеновцу, у којима су током читавог рата убијани Јевреји и Срби. Немци су у Србији имали намеру да „реше јеврејско питање“ па је у Београду на Сајмишту октобра 1941. формиран посебан логор за Јевреје (касније су довођени и други затвореници). Од 82.500 Јевреја који су живели у Југославији, до 1941. године, свега њих 14.000 (17%) је успео да преживи холокауст.
Пре него што су окупационе власти, почеле с одвођењем Јевреја, најпре у сабирне, а потом и у концентрационе логоре, значајан број Јевреја придружио се НОПОЈ-у, а многи од њих су били и предрати чланови КПЈ и СКОЈ-а. После ослобођења Југословенских Јевреја из италијанских концентрационих логора, септембра 1943. године, Јевреји су масовно почели да ступају у Народноослободилачки покрет.
Од 4.556 Јевреја који су учествовали у Народноослободилачкој борби, њих 2.897 је учествовало као борци НОВЈ, а 1.569 као припадници Народноослободилачког покрета. Од оних који су се борили као војници погинуло је 720 (29%), а припадника покрета погинуло је 599 (38%). Од 720 погинулих као припадници НОВЈ њих 438 је погинуло у борбеним јединицама, док је други део погинуо на позицији команданта, политичког комесра или друге позиције. Известан број Јевреја је током рата био на високим војним или политичким функцијама, а Моша Пијаде био је члан ЦК КПЈ и Врховног штаба НОВ и ПОЈ.
За народне хероје проглашено је десет Јевреја, а њих 150 су носиоци Партизанске споменице 1941. У ЈНА 14 Јевреја достигло је до чина генерала.

## Јевреји народни хероји Југославије
За народне хероје Југославије проглашено је десет припадника јеврејске националне мањине у Југославији:
1. Нисим Албахари (1916—1991), члан Обласног комитета КПЈ за источну Босну, шеф одељења ОЗНЕ за област Трећег корпуса. Орденом народног хероја одликован је 27. новембра 1953. године.
2. Исидор Барух (1910—1941), политички комесар Ужичке партизанске чете. За народног хероја проглашен је 1953. године.
3. Павле Горанин Илија (1915—1944), политички комесар 27. источнобосанске дивизије. За народног хероја проглашен је 15. маја 1944. године.
4. Роберт Домани (1918—1942), командант Другог кордунашког партизанског одреда. За народног хероја проглашен је 24. јула 1953. године
5. Илија Енгел (1912—1944), члан Главног штаба НОВ и ПО Хрватске. За народног хероја проглашен је 24. јула 1953. године.
6. Овадија Естреја Мара (1922—1944), политички комесар батаљона у Седмој македонској бригади. За народног хероја проглашена 11. октобра 1953. године.
7. Павле Пап Шиља (1914—1941), делегат ЦК КПЈ у Далмацији. За народног хероја проглашен је 5. јула 1945. године
8. Моша Пијаде (1890—1957), члан ЦК КПЈ и Врховног штаба НОВ и ПОЈ. Орденом народног хероја одликован је 27. новембра 1953. године.
9. Војо Тодоровић Лерер (1914—1990), Орденом народног хероја одликован 20. децембра 1951. године.
10. Адолф Штајнбергер Драго (1916—1943), политички комесар Треће чете Трећег батаљона Другог кордунашког партизанског одреда. За народног хероја проглашен је 27. јула 1943. године.

## Фото галерија
- Похапшени Јевреји у Београду, већ 13. априла 1941.
- Похапшени Јевреји на Калемегдану.
- Трака коју су Јевреји морали да носе.
- Јевреји на принудном раду при изради пута.
- Принудни рад.